# Безу, Этьен
Этье́н Безу́ (фр. Étienne Bézout; 31 марта 1730, Немур — 27 сентября 1783, Бас-Лож близ Фонтенбло) — французский математик, член Французской академии наук (1758).
Преподавал математику в Училище гардемаринов (1763) и Королевском артиллерийском корпусе (1768). Основные его работы относятся к алгебре (исследование систем алгебраических уравнений высших степеней, исключение неизвестных в таких системах и др.). Автор шеститомного «Курса математики» (1764—1769), неоднократно переиздававшегося.
Его именем названы в математике:
- Кольцо Безу
- Соотношение Безу
- Теорема Безу

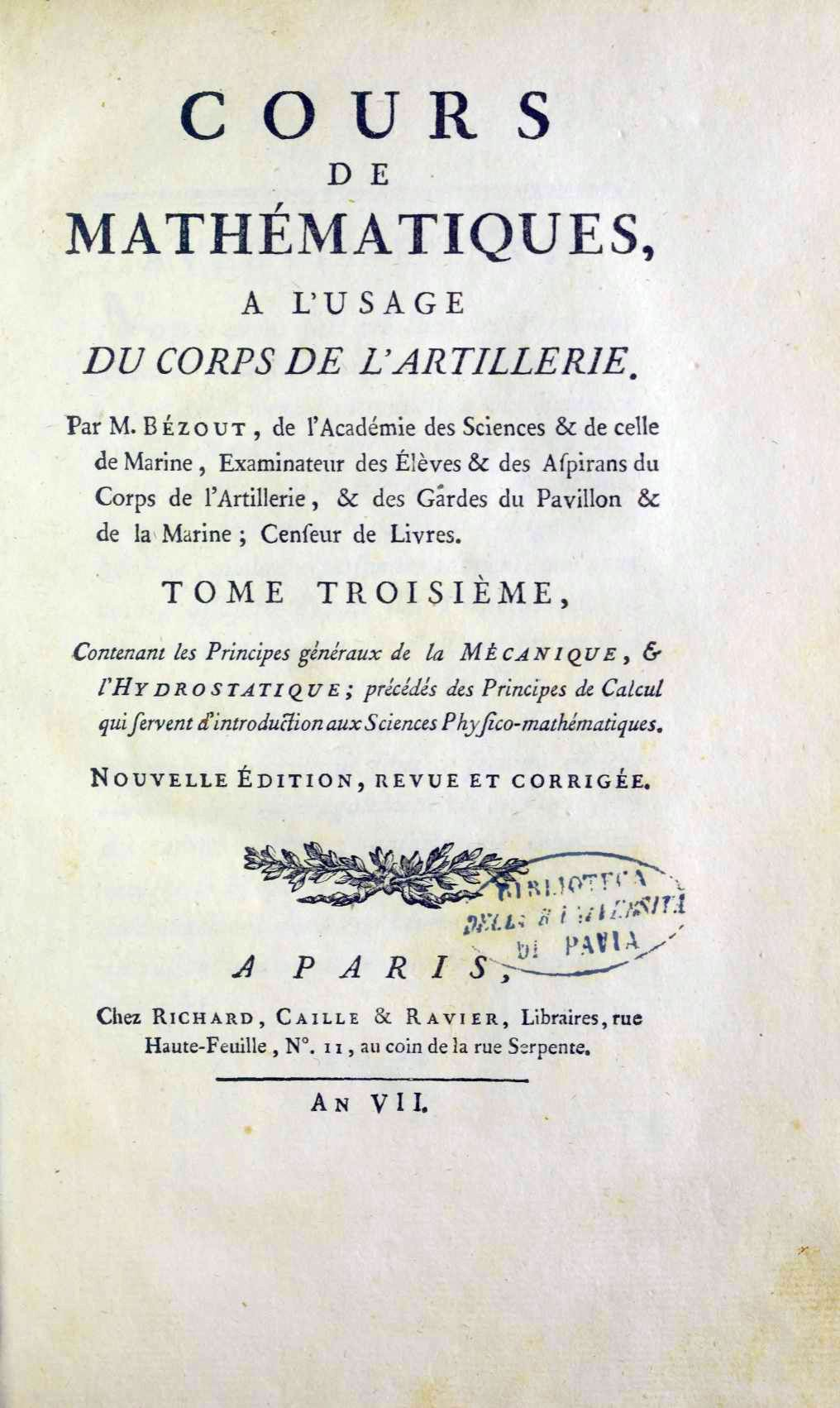
Cours de mathématiques, à l'usage du corps de l'artillerie, 1798

- Теорема Безу (алгебраическая геометрия)

Имя учёного присвоено астероиду (17285) Безу.